# Arbeitsgericht Gelsenkirchen

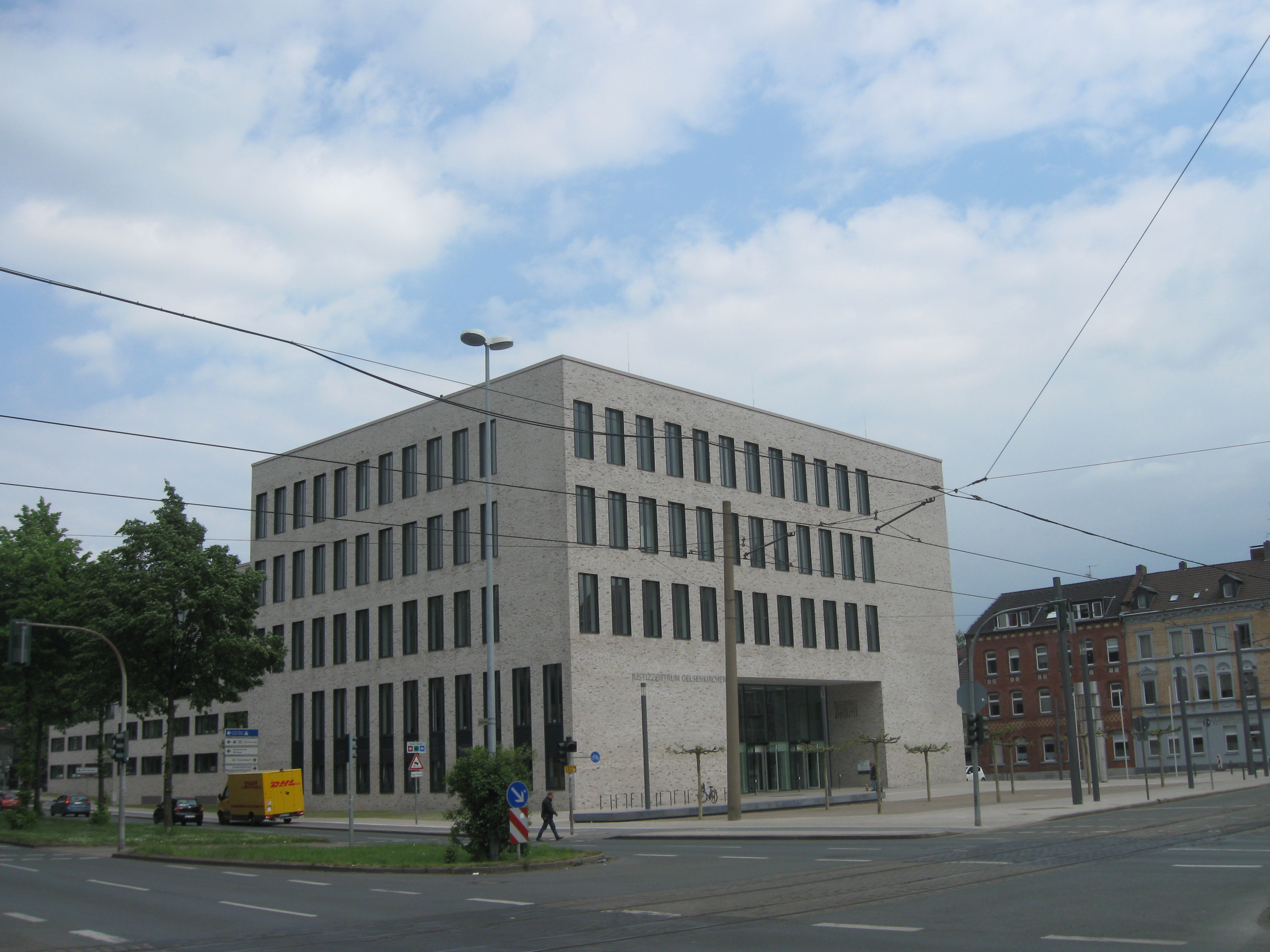
Das Justizzentrum Gelsenkirchen an der Bochumer Straße ist seit 2016 Sitz des Arbeitsgerichts Gelsenkirchen

Das Arbeitsgericht Gelsenkirchen, ein Gericht der Arbeitsgerichtsbarkeit, ist eines der dreißig nordrhein-westfälischen Arbeitsgerichte; bei ihm sind fünf Kammern gebildet.

## Zuständigkeit
Das Gericht ist örtlich zuständig für Arbeitsrechtsstreitigkeiten aus den Städten Gelsenkirchen, Gladbeck und Bottrop mit zusammen ca. 460.000 Einwohnern. Damit gehört das Arbeitsgericht Gelsenkirchen zu den größten Gerichten seines Bezirks. Die sachliche Zuständigkeit und damit die Abgrenzung des Zuständigkeitsfelds in Arbeitssachen zu zivilrechtlichen Streitigkeiten ergibt sich aus dem Arbeitsgerichtsgesetz.

## Übergeordnete Gerichte
Dem Arbeitsgericht Gelsenkirchen sind das Landesarbeitsgericht Hamm und im weiteren Rechtszug das Bundesarbeitsgericht übergeordnet.

## Geschichte
Gemäß Arbeitsgerichtsgesetz vom 23. Dezember 1926 wurden in Deutschland Arbeitsgerichte gebildet. Diese waren nur in der ersten Instanz organisatorisch selbstständige Gerichte, die Landesarbeitsgerichte waren den Landgerichten zugeordnet. Am Landgericht Essen entstand so 1927 das Landesarbeitsgericht Essen als eines von fünf Landesarbeitsgerichten im Bezirk des Oberlandesgerichtes Hamm. In Gelsenkirchen entstand das Arbeitsgericht Gelsenkirchen. Sein Sprengel umfasste den Bezirk des Amtsgerichtes Gelsenkirchen außer dem Teil von Wanne-Eickel, der zu diesem Amtsgerichtsbezirk gehörte. Es bestand jeweils eine Kammer für Arbeiter, für Angestellte und für Handwerk. Daneben bestand eine Kammer für die Mitarbeiter der Reichsbahndirektion Essen.
Nach der Besetzung Deutschlands durch die Alliierten wurden 1945 zunächst alle Gerichte geschlossen. Die ordentlichen Gerichte wurden schon bald wieder eröffnet, während die Arbeitsgerichte zunächst nicht wieder eingerichtet wurden, so dass arbeitsgerichtliche Streitigkeiten von den ordentlichen Gerichten erledigt werden mussten. Der Neuaufbau der Arbeitsgerichtsbarkeit wurde durch das Arbeitsgerichtsgesetz vom 30. März 1946 (Kontrollratsgesetz Nr. 21) initiiert. Bereits 1947 arbeitete auch in Gelsenkirchen ein Arbeitsgericht; ab 1949 sind die Akten zugänglich. Mit der grundgesetzlichen Verankerung der Selbstständigkeit einer dreizügigen Arbeitsgerichtsbarkeit 1949 und dem Inkrafttreten des Arbeitsgerichtsgesetzes 1953 wurde das Kontrollratsgesetz Nr. 21 aufgehoben und die organisatorische Trennung zwischen Arbeitsgerichtsbarkeit und ordentlicher Justiz befestigt.

## Gerichtssitz

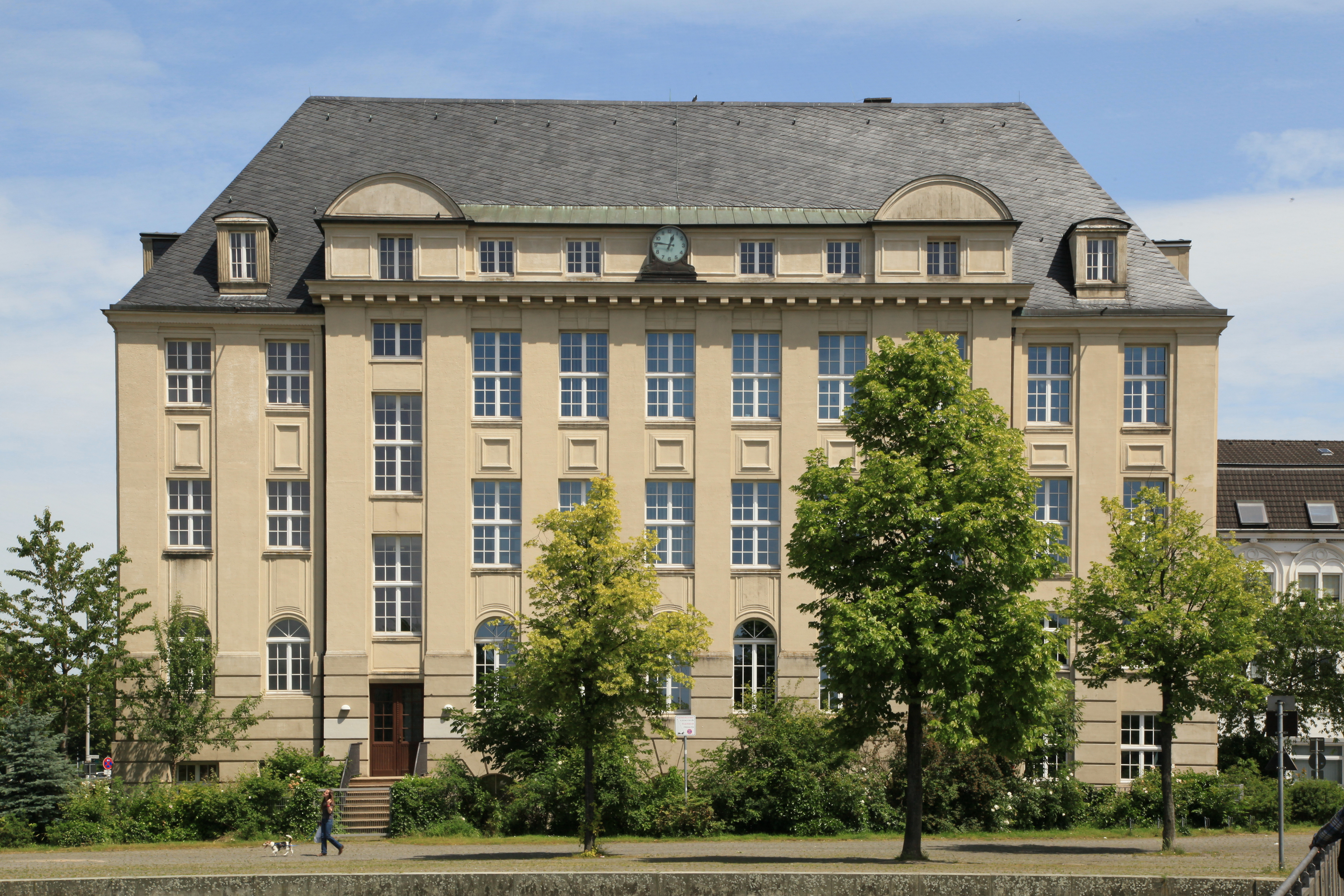
Ehemaliges Verwaltungsgebäude der Thyssen-Gießerei, 1993–2016 Sitz des Arbeitsgerichts Gelsenkirchen

Das Gericht hat seinen Sitz in Gelsenkirchen und war seit 1993 im ehemaligen Verwaltungsgebäude der Thyssen-Gießerei in der Bochumer Straße 86 untergebracht. Nach Fertigstellung des in unmittelbarer Nachbarschaft des bisherigen Gerichtssitzes am Gelsenkirchener Wissenschaftspark entstandenen neuen Justizzentrums Gelsenkirchen zog das Arbeitsgericht im Januar 2016 (zusammen mit dem Amtsgericht Gelsenkirchen und dem Sozialgericht Gelsenkirchen) in den neuen Komplex an der Bochumer Straße 79 ein.

## Leitung
Direktorin des Arbeitsgerichts Gelsenkirchen ist seit dem 19. Januar 2021 Renate Schreckling-Kreuz, die bereits seit 2009 als Kammervorsitzende am Arbeitsgericht Gelsenkirchen tätig und auch dessen Pressesprecherin war. Sie löste Stefan Kröner ab, der das Gericht seit 2016 leitete und im Herbst 2020 Direktor beim Arbeitsgericht Iserlohn wurde. Seine Vorgängerin Ines Koch, die seit 2016 das Arbeitsgericht Münster leitet, hatte die Leitung des Arbeitsgerichts Gelsenkirchen von dessen langjährigem Direktor Friedrich-Wilhelm Heiringhoff übernommen, der das Gericht ab 1999 leitete und 2011 in den Ruhestand ging.